# フェリックストウ F5L
フェリックストウ F5L
ペンサコラ海軍航空基地にて（カーチス F5L）
- 用途：軍用飛行艇
- 設計者：ジョン・シリル・ポート
- 製造者：

  - アメリカ海軍航空工廠 (137機)
  - カーチス (60機)
  - カナディアン・エアプレーンズ (30機)
- 運用者： アメリカ合衆国（アメリカ海軍、エアロマリン・エアウェイズ(民間機型）
- 初飛行：1918年7月15日[1]
- 生産数：227
- 運用開始：1918年11月
- 退役：1928年
- 運用状況：退役

フェリックストウ F5L (Felixstowe F5L) はイギリスのフェリックストウ海軍工廠で開発された飛行艇で、ジョン・シリル・ポートが設計したフェリックストウ Fシリーズの1機である。第一次世界大戦中に、アメリカ合衆国で生産するためにフェリックストウ F.5を改設計したものである。
民間機型はエアロマリン75として知られている。

## 設計・開発

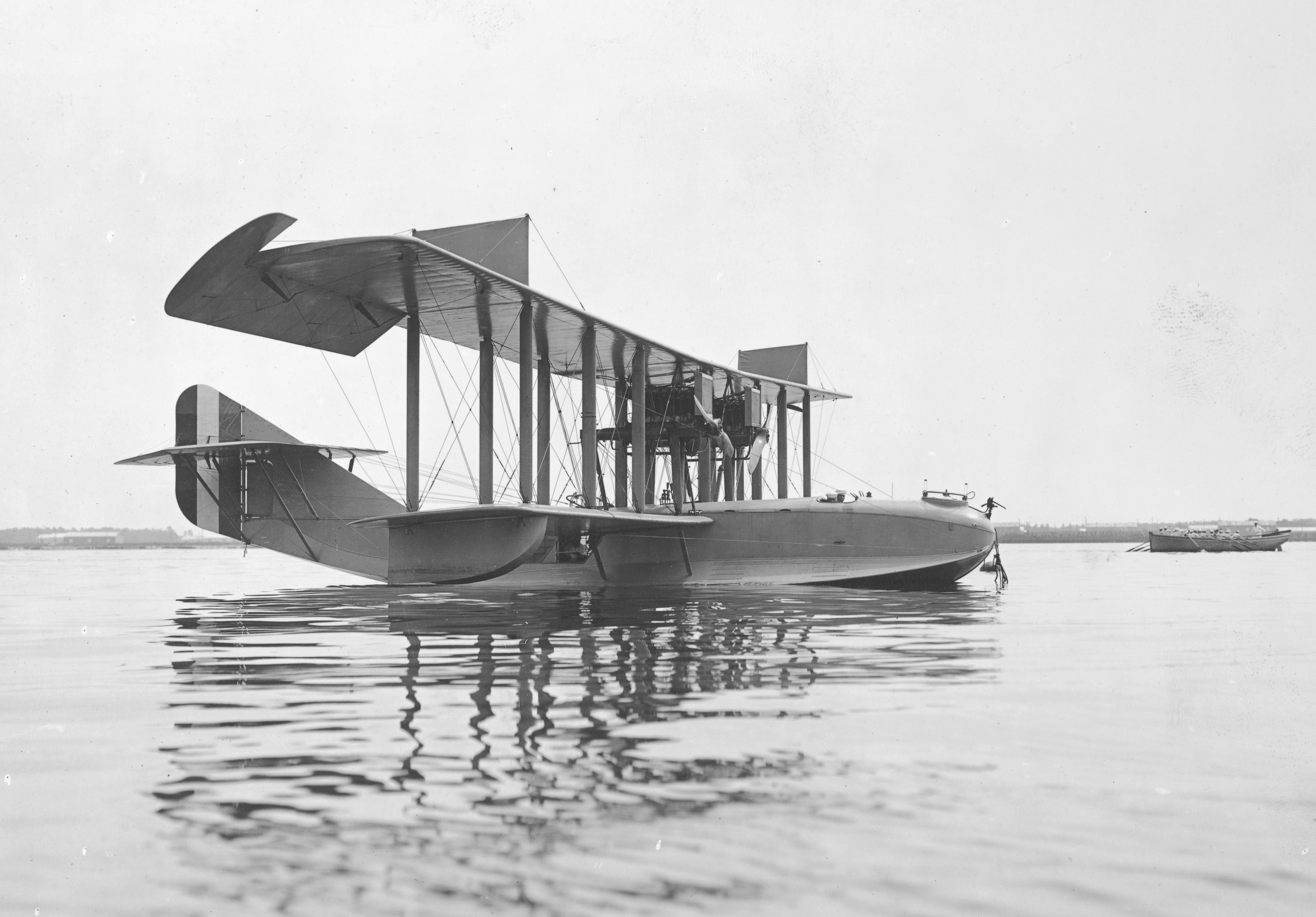
海軍航空工廠で生産されたF5Lの初号機 (1918年7月24日)

ポートは、アメリカのグレン・カーチスが設計した飛行艇カーチス H-12をベースとし、フェリックストウ海軍工廠で実用性を高めて大型化させたF.5を開発した。これをさらに合理化し、艇体の素材として薬品処理したリネンに代えてベニヤを使用することで強化するとともに、エンジンに330hp (後に400hpに強化）を発揮するアメリカ製のリバティ L-12Aを使用することとして再設計したのがF5Lである。イギリスで試作機の製造と試験が行われた後、量産設計はフィラデルフィアのアメリカ海軍航空工廠に引き継がれ、戦時下で生産に適するようさらなる変更が加えられた。アメリカでは海軍航空工廠のほかカーチスも生産を手がけたことからカーチス F5Lと呼ばれることもある。また、民間型はエアロマリン75としても知られる。
F5Lは、海軍航空工廠で137機、カーチスで60機、カナディアン・エアプレーンズで30機が生産された。その一部は1919年にエアロマリン・プレーン・アンド・モーターで民間機型に改造された。

## 運用
F5Lは、終戦後にアメリカ海軍で制式採用され、1928年に後継のPN-12にその座を譲るまで、アメリカ海軍の哨戒機として活躍した。民間機型のエアロマリン75は乗客10名でエアロマリン・エアウェイズがキーウェスト－ハバナ路線を運航していた他、ニューヨーク－アトランティックシティ間およびクリーブランド－デトロイト間でアメリカ郵便公社初の国際航空郵便の輸送に従事した。

## 運用国
アルゼンチン
- アルゼンチン海軍航空隊

 ブラジル
- ブラジル海軍航空隊 - カーチスF5L

 アメリカ合衆国
- アメリカ海軍
- エアロマリン・エアウェイズ

## 事故

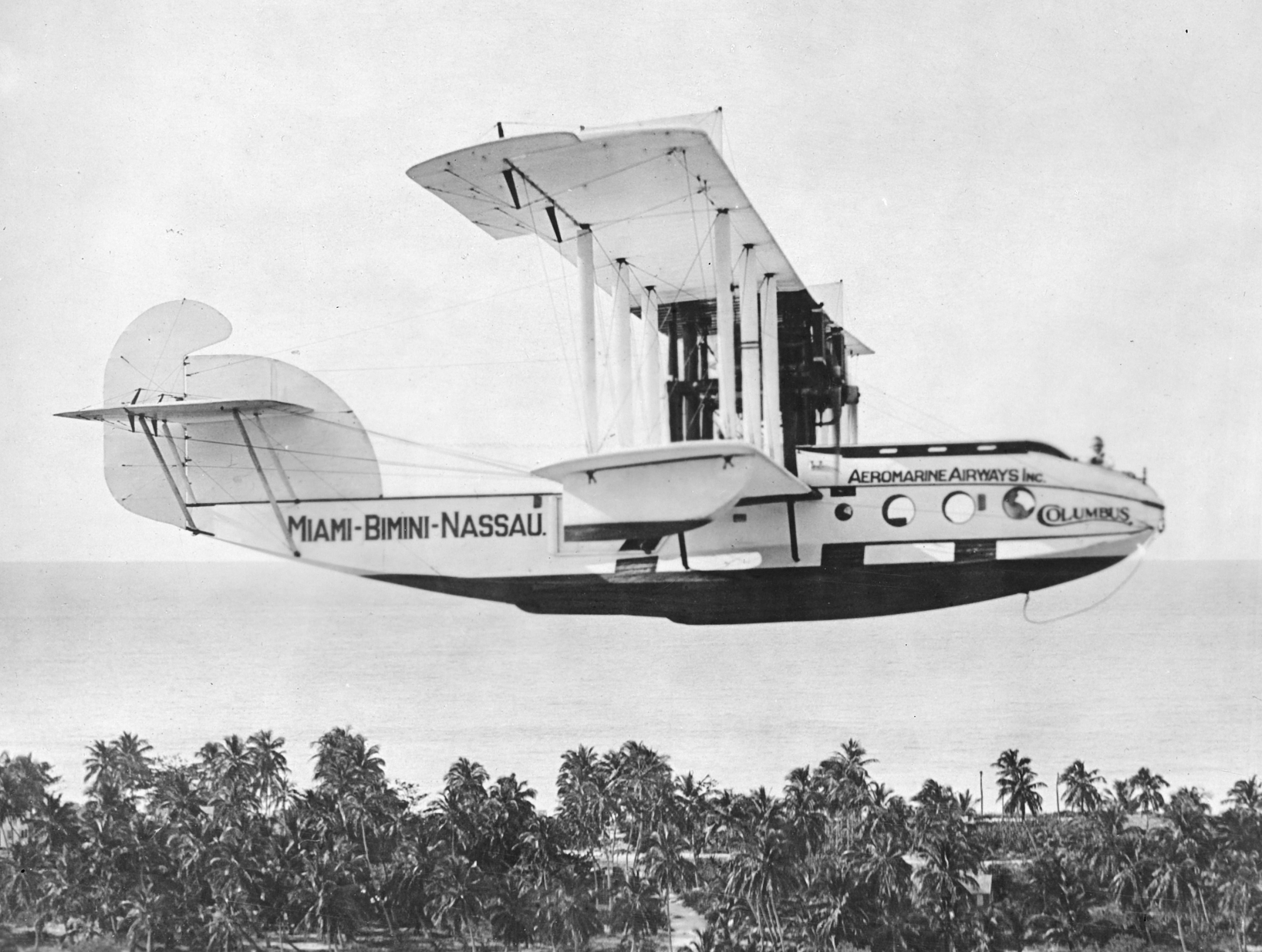
バハマのビミニ上空を飛行するエアロマリン75 コロンバス号 (1921年)

1923年1月13日、エアロマリン・エアウェイズが運航するエアロマリン75 コロンバス号がキーウェストからハバナへの飛行中にエンジン故障によりフロリダ海峡に不時着水した。当時の海面は波高3-4.5メートルと荒れており、この波を受けて艇体が浸水した。乗客4人が死亡したが、乗員2人と乗客3人は近くを航行していたフェリー船H.M.フラッグラーに救助された。

## 現存機
アメリカ海軍所属のF5Lの艇体およびフロートが国立航空宇宙博物館に保存されている。ただし、艇体は構造を見せるために一部の木材が取り外されている。艇体・フロートともに保管状態にあり、一般公開はされていない。 

## 仕様
出典: Flight 31 July 1919, Smithsonian National Air and Space Museum:Felixstowe
諸元
- 乗員: 4
- ペイロード: 2,370 kg （5,224 lb）
- 全長: 31.6294 m （103 ft 9.25 in）
- 全高: 5.7214 m （18 ft 9.25 in）
- 翼幅: 不明
- 翼面積: 129.5 m2 （1,394 sq ft）
- 空虚重量: 3,955 kg （8,720 lb）
- 最大離陸重量: 6,502 kg （14,334 lb）
- 動力: リバティ L-12A V型12気筒水冷エンジン、400kW （330hp）   × 2、2翅固定ピッチプロペラ

性能
- 最大速度: 140 km/h （90 mph） 78 kn
- 巡航速度: 119 km/h （74 mph） 64 kn
- 失速速度: 92 km/h （57 mph） 50 kn
- 航続距離: 1,340 km （830 mi） 720 nmi
- 上昇率: 1.3 m/s （260 ft/min）
- 離陸滑走距離: m （ft）
- 着陸滑走距離: m （ft）
- 翼面荷重: 46 kg/m2 （9.5 lb/sq ft）
- 上昇性能: 10分間で792 m (2,600 ft)

武装
- 機関銃 2丁
- 爆弾: 搭載可能